# Правовий статус одностатевих шлюбів

Світове законодавство, що стосується прав ЛҐБТ
Одностатевий шлюб (кільця: в окремих випадках)
Визнаються шлюби з інших юрисдикцій
Цивільний союз або партнерство
Обмежене правове визнання
Право на проживання чоловіка/дружини
Одностатеві союзи не визнаються
Закони обмежують свободу слова і свободу об'єднань
Ув'язнення (не застосовується на практиці)
Ув'язнення
Довічне ув'язнення
Смертна кара (не застосовується на практиці)
Смертна кара

Правовий статус одностатевих шлюбів змінився за останні роки в багатьох юрисдикціях у всьому світі.

## Цивільне визнання
Нідерланди, стали першою країною, яка узаконила одностатеві шлюби, 1 квітня 2001 року. Відтоді одностатеві шлюби легалізовано також у Бельгії (2003), Іспанії (2005), Канаді (2005), Південно-Африканській Республіці (2006), Норвегії (2009), Швеції (2009), Португалії (2010), Ісландії (2010), Аргентині (2010),  Данії (2012), Бразилії (2013), Франції (2013), Уругваї (2013), Новій Зеландії (2013), Великій Британії (2014), Люксембурзі (2015), Сполучених Штатах (2015), Ірландії (2015), Колумбії (2016), Фінляндії (2017), Мальті (2017), Німеччині (2017), Австралії (2017), Австрії (2019), Тайвані (2019), Еквадорі (2019), Коста-Риці (2020), Чилі (2022), Швейцарії (2022), Словенії (2022), Кубі (2022), Мексиці (2010–2022), Андоррі (2023), Естонії (2024), Греції (2024), Ліхтенштейні (2025) й Таїланді (2025).

### Азія

#### На національному рівні
| Статус                                    | Країна                       | Від                        | Населення (за останнім переписом)    |
| ----------------------------------------- | ---------------------------- | -------------------------- | ------------------------------------ |
| Шлюб (1 країна)                           | Таїланд                      | 2025                       | 69,183,173                           |
| Разом                                     | —                            | —                          | 69,183,173 (1.4% населення Азії)     |
| Визнання шлюбів з-за кордону (1 країна)   | Ізраїль                      | 2006                       | 69,183,173                           |
| Разом                                     | —                            | —                          | 8,910,800 (0.2% населення Азії)      |
| Нереєстроване співжиття (1 країна)        | Ізраїль                      | 1994                       | 8,910,800                            |
| Разом                                     | —                            | —                          | 8,910,800 (0.2% населення Азії)      |
| Усього                                    | —                            | —                          | 78,093,973 (1.6% населення Азії)     |
| Союзи не визнаються (41 країна)           | Гомосексуальність легальна   | Гомосексуальність легальна | Гомосексуальність легальна           |
| Союзи не визнаються (41 країна)           | Азербайджан                  | —                          | 9,898,085                            |
| Союзи не визнаються (41 країна)           | Бахрейн                      | —                          | 1,496,300                            |
| Союзи не визнаються (41 країна)           | Бутан                        | —                          | 727,145                              |
| Союзи не визнаються (41 країна)           | В'єтнам                      | —                          | 94,660,000                           |
| Союзи не визнаються (41 країна)           | Індія                        | —                          | 1,336,740,000                        |
| Союзи не визнаються (41 країна)           | Індонезія                    | —                          | 265,015,300                          |
| Союзи не визнаються (41 країна)           | Йорданія                     | —                          | 10,235,500                           |
| Союзи не визнаються (41 країна)           | Казахстан                    | —                          | 18,272,400                           |
| Союзи не визнаються (41 країна)           | Китай                        | —                          | 1,393,970,000                        |
| Союзи не визнаються (41 країна)           | Лаос                         | —                          | 6,961,210                            |
| Союзи не визнаються (41 країна)           | Монголія                     | —                          | 3,225,080                            |
| Союзи не визнаються (41 країна)           | Непал                        | —                          | 29,218,867                           |
| Союзи не визнаються (41 країна)           | Південна Корея               | —                          | 51,635,256                           |
| Союзи не визнаються (41 країна)           | Північна Корея               | —                          | 25,610,672                           |
| Союзи не визнаються (41 країна)           | Росія                        | —                          | 146,877,088                          |
| Союзи не визнаються (41 країна)           | Сингапур                     | —                          | 5,612,253                            |
| Союзи не визнаються (41 країна)           | Східний Тимор                | —                          | 1,261,407                            |
| Союзи не визнаються (41 країна)           | Таджикистан                  | —                          | 8,931,000                            |
| Союзи не визнаються (41 країна)           | Туреччина                    | —                          | 80,810,525                           |
| Союзи не визнаються (41 країна)           | Філіппіни                    | —                          | 106,438,000                          |
| Союзи не визнаються (41 країна)           | Японія                       | —                          | 126,490,000                          |
| Союзи не визнаються (41 країна)           | Гомосексуальність нелегальна |                            |                                      |
| Союзи не визнаються (41 країна)           | Афганістан                   | —                          | 31,575,018                           |
| Союзи не визнаються (41 країна)           | Банґладеш                    | —                          | 165,159,000                          |
| Союзи не визнаються (41 країна)           | Бруней                       | —                          | 422,678                              |
| Союзи не визнаються (41 країна)           | Ємен                         | —                          | 28,915,284                           |
| Союзи не визнаються (41 країна)           | Ірак                         | —                          | 39,339,753                           |
| Союзи не визнаються (41 країна)           | Іран                         | —                          | 81,773,300                           |
| Союзи не визнаються (41 країна)           | Катар                        | —                          | 2,450,285                            |
| Союзи не визнаються (41 країна)           | Кувейт                       | —                          | 4,226,920                            |
| Союзи не визнаються (41 країна)           | Ліван                        | —                          | 6,093,509                            |
| Союзи не визнаються (41 країна)           | Малайзія                     | —                          | 32,663,200                           |
| Союзи не визнаються (41 країна)           | Мальдіви                     | —                          | 378,114                              |
| Союзи не визнаються (41 країна)           | М'янма                       | —                          | 53,862,731                           |
| Союзи не визнаються (41 країна)           | Об'єднані Арабські Емірати   | —                          | 9,541,615                            |
| Союзи не визнаються (41 країна)           | Оман                         | —                          | 4,633,752                            |
| Союзи не визнаються (41 країна)           | Пакистан                     | —                          | 201,938,000                          |
| Союзи не визнаються (41 країна)           | Саудівська Аравія            | —                          | 33,413,660                           |
| Союзи не визнаються (41 країна)           | Сирія                        | —                          | 18,284,407                           |
| Союзи не визнаються (41 країна)           | Туркменістан                 | —                          | 5,851,466                            |
| Союзи не визнаються (41 країна)           | Узбекистан                   | —                          | 32,653,900                           |
| Союзи не визнаються (41 країна)           | Шрі-Ланка                    | —                          | 21,444,000                           |
| Разом                                     | —                            | —                          | 4,498,706,680 (97.3% населення Азії) |
| Конституційна заборона на шлюб (4 країни) | Вірменія                     | 2015                       | 2,969,800                            |
| Конституційна заборона на шлюб (4 країни) | Грузія                       | 2018                       | 3,729,600                            |
| Конституційна заборона на шлюб (4 країни) | Камбоджа                     | 1993                       | 16,069,921                           |
| Конституційна заборона на шлюб (4 країни) | Киргизстан                   | 2016                       | 6,309,300                            |
| Разом                                     | —                            | —                          | 29,078,621 (0.6% населення Азії)     |
| Усього                                    | —                            | —                          | 4,578,620,073 (98.8% населення Азії) |

#### Частково визнані і невизнані держави
| Статус                         | Країна          | Від  | Населення (За останнім переписом) |
| ------------------------------ | --------------- | ---- | --------------------------------- |
| Шлюб (1 країна)                | Тайвань         | 2019 | 23,576,705                        |
| Разом                          | —               | —    | 23,576,705 (0.5% населення Азії)  |
| Союзи не визнаються (3 країни) | Абхазія         | —    | 242,862                           |
| Союзи не визнаються (3 країни) | Палестина       | —    | 4,780,978                         |
| Союзи не визнаються (3 країни) | Південна Осетія | —    | 53,532                            |
| Разом                          | —               | —    | 5,077,372 (0.1% населення Азії)   |
| Усього                         | —               | —    | 28,805,009 (0.6% населення Азії)  |

#### На місцевому рівні
| Статус              | Країна           | Юрисдикція | Від   | Населення юрисдикції (За останнім переписом) |
| ------------------- | ---------------- | ---------- | ----- | -------------------------------------------- |
| Шлюб (2 юрисдикції) |                  |            |       |                                              |
| Австралія           | Кокосові острови | 2017       | 544   |                                              |
| Австралія           | Острів Різдва    | 2017       | 1,843 |                                              |

Примітки:
1. ↑  Гомосексуальність нелегальна в провінції Ачех і для мусульман у місті Палембанґ у Південній Суматрі.
2. ↑  Гомосексуальність де-факто нелегальна в республіці Чечня.
3. ↑  Гомосексуальність легальна де-юре.
4. ↑  Гомосексуальність легальна на Західному березі, нелегальна в Секторі Ґази.

### Америка

#### На національному рівні
| Статус | Країна                       | Від                        | Населення країни (за оцінками 2015)    |
| --- | ---------------------------- | -------------------------- | -------------------------------------- |
| Шлюб (11 країн) | Аргентина                    | 2010                       | 43,590,400                             |
| Шлюб (11 країн) | Бразилія                     | 2013                       | 205,574,000                            |
| Шлюб (11 країн) | Еквадор                      | 2019                       | 16,278,844                             |
| Шлюб (11 країн) | Канада                       | 2005                       | 35,819,000                             |
| Шлюб (11 країн) | Колумбія                     | 2016                       | 48,509,200                             |
| Шлюб (11 країн) | Коста-Рика                   | 2020                       | 4,851,000                              |
| Шлюб (11 країн) | Куба                         | 2022                       | 11,252,000                             |
| Шлюб (11 країн) | Мексика                      | 2022                       | 121,006,000                            |
| Шлюб (11 країн) | Сполучені Штати              | 2015                       | 321,234,000                            |
| Шлюб (11 країн) | Уругвай                      | 2013                       | 3,480,222                              |
| Шлюб (11 країн) | Чилі                         | 2022                       | 18,191,900                             |
| Разом | —                            | —                          | 829,786,566 (84,62% населення Америки) |
| Інший вид партнерства (1 країна)                                                                                                   | Болівія †                    | 2009                       | 10,985,059                             |
| Разом | —                            | —                          | 10,985,059 (1.12% населення Америки)   |
| Союзи не визнаються (19 країн) † Країна — суб'єкт рішення Міжамериканського суду з прав людини щодо одностатевих шлюбів            | Гомосексуальність легальна   | Гомосексуальність легальна | Гомосексуальність легальна             |
| Союзи не визнаються (19 країн) † Країна — суб'єкт рішення Міжамериканського суду з прав людини щодо одностатевих шлюбів            | Антиґуа і Барбуда            | —                          | 89,000                                 |
| Союзи не визнаються (19 країн) † Країна — суб'єкт рішення Міжамериканського суду з прав людини щодо одностатевих шлюбів            | Багами                       | —                          | 379,000                                |
| Союзи не визнаються (19 країн) † Країна — суб'єкт рішення Міжамериканського суду з прав людини щодо одностатевих шлюбів            | Барбадос †                   | —                          | 283,000                                |
| Союзи не визнаються (19 країн) † Країна — суб'єкт рішення Міжамериканського суду з прав людини щодо одностатевих шлюбів            | Беліз                        | —                          | 369,000                                |
| Союзи не визнаються (19 країн) † Країна — суб'єкт рішення Міжамериканського суду з прав людини щодо одностатевих шлюбів            | Венесуела                    | —                          | 31,648,930                             |
| Союзи не визнаються (19 країн) † Країна — суб'єкт рішення Міжамериканського суду з прав людини щодо одностатевих шлюбів            | Гаїті †                      | —                          | 10,994,000                             |
| Союзи не визнаються (19 країн) † Країна — суб'єкт рішення Міжамериканського суду з прав людини щодо одностатевих шлюбів            | Гватемала †                  | —                          | 16,176,000                             |
| Союзи не визнаються (19 країн) † Країна — суб'єкт рішення Міжамериканського суду з прав людини щодо одностатевих шлюбів            | Домініка                     | —                          | 71,000                                 |
| Союзи не визнаються (19 країн) † Країна — суб'єкт рішення Міжамериканського суду з прав людини щодо одностатевих шлюбів            | Нікарагуа †                  | —                          | 6,514,000                              |
| Союзи не визнаються (19 країн) † Країна — суб'єкт рішення Міжамериканського суду з прав людини щодо одностатевих шлюбів            | Панама †                     | —                          | 3,764,000                              |
| Союзи не визнаються (19 країн) † Країна — суб'єкт рішення Міжамериканського суду з прав людини щодо одностатевих шлюбів            | Перу †                       | —                          | 31,488,700                             |
| Союзи не визнаються (19 країн) † Країна — суб'єкт рішення Міжамериканського суду з прав людини щодо одностатевих шлюбів            | Сальвадор †                  | —                          | 6,460,000                              |
| Союзи не визнаються (19 країн) † Країна — суб'єкт рішення Міжамериканського суду з прав людини щодо одностатевих шлюбів            | Сент-Кіттс і Невіс           | —                          | 46,000                                 |
| Союзи не визнаються (19 країн) † Країна — суб'єкт рішення Міжамериканського суду з прав людини щодо одностатевих шлюбів            | Суринам †                    | —                          | 534,189                                |
| Союзи не визнаються (19 країн) † Країна — суб'єкт рішення Міжамериканського суду з прав людини щодо одностатевих шлюбів            | Тринідад і Тобаґо            | —                          | 1,357,000                              |
| Союзи не визнаються (19 країн) † Країна — суб'єкт рішення Міжамериканського суду з прав людини щодо одностатевих шлюбів            | Гомосексуальність нелегальна |                            |                                        |
| Союзи не визнаються (19 країн) † Країна — суб'єкт рішення Міжамериканського суду з прав людини щодо одностатевих шлюбів            | Ґаяна                        | —                          | 746,900                                |
| Союзи не визнаються (19 країн) † Країна — суб'єкт рішення Міжамериканського суду з прав людини щодо одностатевих шлюбів            | Ґренада                      | —                          | 104,000                                |
| Союзи не визнаються (19 країн) † Країна — суб'єкт рішення Міжамериканського суду з прав людини щодо одностатевих шлюбів            | Сент-Вінсент і Ґренадини     | —                          | 110,000                                |
| Союзи не визнаються (19 країн) † Країна — суб'єкт рішення Міжамериканського суду з прав людини щодо одностатевих шлюбів            | Сент-Люсія                   | —                          | 172,000                                |
| Разом | —                            | —                          | 122,558,719 (12.34% населення Америки) |
| Конституційна заборона на шлюб (4 країни) † Країна — суб'єкт рішення Міжамериканського суду з прав людини щодо одностатевих шлюбів | Гомосексуальність легальна   | Гомосексуальність легальна | Гомосексуальність легальна             |
| Конституційна заборона на шлюб (4 країни) † Країна — суб'єкт рішення Міжамериканського суду з прав людини щодо одностатевих шлюбів | Гондурас †                   | 2005                       | 8,950,000                              |
| Конституційна заборона на шлюб (4 країни) † Країна — суб'єкт рішення Міжамериканського суду з прав людини щодо одностатевих шлюбів | Домініканська Республіка †   | 2010                       | 9,980,000                              |
| Конституційна заборона на шлюб (4 країни) † Країна — суб'єкт рішення Міжамериканського суду з прав людини щодо одностатевих шлюбів | Парагвай †                   | 1992                       | 6,854,536                              |
| Конституційна заборона на шлюб (4 країни) † Країна — суб'єкт рішення Міжамериканського суду з прав людини щодо одностатевих шлюбів | Гомосексуальність нелегальна |                            |                                        |
| Конституційна заборона на шлюб (4 країни) † Країна — суб'єкт рішення Міжамериканського суду з прав людини щодо одностатевих шлюбів | Ямайка                       | 1962                       | 2,729,000                              |
| Разом | —                            | —                          | 39,498,595 (3.98% населення Америки)   |
| Усього | —                            | —                          | 162,057,314 (16.35% населення Америки) |

#### На місцевому рівні
| Статус                                          | Країна                                          | Юрисдикція                    | Від       | Населення юрисдикції (За останнім переписом) |
| ----------------------------------------------- | ----------------------------------------------- | ----------------------------- | --------- | -------------------------------------------- |
| Шлюб (82 юрисдикції)                            |                                                 |                               |           |                                              |
| Велика Британія                                 | Південна Джорджія і Південні Сандвічеві Острови | 2014                          | 16        |                                              |
| Велика Британія                                 | Фолклендські Острови                            | 2017                          | 3,398     |                                              |
| Данія                                           | Ґренландія                                      | 2016                          | 55,877    |                                              |
| Нідерланди                                      | Аруба                                           | 2024                          | 108,166   |                                              |
| Нідерланди                                      | Бонайре                                         | 2012                          | 18,905    |                                              |
| Нідерланди                                      | Кюрасао                                         | 2024                          | 148,925   |                                              |
| Нідерланди                                      | Саба                                            | 2012                          | 1,991     |                                              |
| Нідерланди                                      | Сінт-Естатіус                                   | 2012                          | 3,193     |                                              |
| Сполучені Штати                                 | Пуерто-Рико                                     | 2015                          | 3,725,789 |                                              |
| Сполучені Штати                                 | Американські Вірґінські Острови                 | 2015                          | 106,405   |                                              |
| Сполучені Штати                                 | 52 юрисдикції корінних американців              | По-різному                    | —         |                                              |
| Франція                                         | Ґваделупа                                       | 2013                          | 402,119   |                                              |
| Франція                                         | Мартиніка                                       | 2013                          | 385,551   |                                              |
| Франція                                         | Сен-Бартельмі                                   | 2013                          | 9,131     |                                              |
| Франція                                         | Сен-Мартен                                      | 2013                          | 35,107    |                                              |
| Франція                                         | Сен-П'єр і Мікелон                              | 2013                          | 6,080     |                                              |
| Франція                                         | Французька Ґвіана                               | 2013                          | 269,352   |                                              |
| Франція                                         | Інший вид партнерства (2 юрисдикції)            | 2013                          |           |                                              |
| Велика Британія                                 | Кайманові Острови                               | 2020                          | 65,813    |                                              |
| Велика Британія                                 | Бермуди                                         | 2018                          | 64,237    |                                              |
| Шлюби визнають, але не укладають (1 юрисдикція) |                                                 |                               |           |                                              |
| Нідерланди                                      | Сінт-Мартен (тільки нідерландські)              | —                             | 33,609    |                                              |
| Союзи не визнаються (2 юрисдикції)              | Велика Британія                                 | Анґілья                       | —         | 13,452                                       |
| Союзи не визнаються (2 юрисдикції)              | Велика Британія                                 | Британські Вірґінські Острови | —         | 31,758                                       |
| Конституційна заборона на шлюб (3 юрисдикції)   |                                                 |                               |           |                                              |
| Велика Британія                                 | Кайманові Острови                               | 2009                          | 64,420    |                                              |
| Велика Британія                                 | Монтсеррат                                      | 2010                          | 5,215     |                                              |
| Велика Британія                                 | Теркс і Кайкос                                  | 2011                          | 31,458    |                                              |

Примітки:
1. ↑  крім Американського Самоа — його жителі не є громадянами США, і більшості територій корінних американців — над ними повноваження має тільки Конгрес США.

### Африка

#### На національному рівні
| Статус                                   | Країна                           | Від                        | Населення країни (за останнім переписом) |
| ---------------------------------------- | -------------------------------- | -------------------------- | ---------------------------------------- |
| Шлюб (1 країна)                          | Південно-Африканська Республіка  | 2006                       | 54,956,900                               |
| Разом                                    | —                                | —                          | 54,956,900 (4.5% населення Африки)       |
| Союзи не визнаються (45 країн)           | Гомосексуальність легальна       | Гомосексуальність легальна | Гомосексуальність легальна               |
| Союзи не визнаються (45 країн)           | Анґола                           | —                          | 25,789,024                               |
| Союзи не визнаються (45 країн)           | Бенін                            | —                          | 10,872,298                               |
| Союзи не визнаються (45 країн)           | Ботсвана                         | —                          | 2,250,260                                |
| Союзи не визнаються (45 країн)           | Ґабон                            | —                          | 1,979,786                                |
| Союзи не визнаються (45 країн)           | Ґвінея-Бісау                     | —                          | 1,815,698                                |
| Союзи не визнаються (45 країн)           | Джибуті                          | —                          | 942,333                                  |
| Союзи не визнаються (45 країн)           | Екваторіальна Ґвінея             | —                          | 1,221,490                                |
| Союзи не визнаються (45 країн)           | Кабо-Верде                       | —                          | 539,560                                  |
| Союзи не визнаються (45 країн)           | Конґо                            | —                          | 5,125,821                                |
| Союзи не визнаються (45 країн)           | Кот-д'Івуар                      | —                          | 23,740,424                               |
| Союзи не визнаються (45 країн)           | Лесото                           | —                          | 2,203,821                                |
| Союзи не визнаються (45 країн)           | Маврикій                         | —                          | 1,262,132                                |
| Союзи не визнаються (45 країн)           | Мадаґаскар                       | —                          | 24,894,551                               |
| Союзи не визнаються (45 країн)           | Мозамбік                         | —                          | 28,829,476                               |
| Союзи не визнаються (45 країн)           | Ніґер                            | —                          | 20,672,987                               |
| Союзи не визнаються (45 країн)           | Сан-Томе і Принсіпі              | —                          | 199,910                                  |
| Союзи не визнаються (45 країн)           | Сейшели                          | —                          | 94,228                                   |
| Союзи не визнаються (45 країн)           | Центральноафриканська Республіка | —                          | 4,594,621                                |
| Союзи не визнаються (45 країн)           | Гомосексуальність нелегальна     |                            |                                          |
| Союзи не визнаються (45 країн)           | Алжир                            | —                          | 40,400,000                               |
| Союзи не визнаються (45 країн)           | Ґамбія                           | —                          | 2,051,363                                |
| Союзи не визнаються (45 країн)           | Ґана                             | —                          | 27,043,093                               |
| Союзи не визнаються (45 країн)           | Ґвінея                           | —                          | 12,395,924                               |
| Союзи не визнаються (45 країн)           | Еритрея                          | —                          | 4,954,645                                |
| Союзи не визнаються (45 країн)           | Есватіні                         | —                          | 1,343,098                                |
| Союзи не визнаються (45 країн)           | Етіопія                          | —                          | 102,403,196                              |
| Союзи не визнаються (45 країн)           | Єгипет                           | —                          | 96,474,100                               |
| Союзи не визнаються (45 країн)           | Замбія                           | —                          | 16,591,390                               |
| Союзи не визнаються (45 країн)           | Камерун                          | —                          | 23,439,189                               |
| Союзи не визнаються (45 країн)           | Коморські Острови                | —                          | 795,601                                  |
| Союзи не визнаються (45 країн)           | Ліберія                          | —                          | 4,503,000                                |
| Союзи не визнаються (45 країн)           | Лівія                            | —                          | 6,293,253                                |
| Союзи не визнаються (45 країн)           | Мавританія                       | —                          | 4,301,018                                |
| Союзи не визнаються (45 країн)           | Малаві                           | —                          | 18,091,575                               |
| Союзи не визнаються (45 країн)           | Малі                             | —                          | 14,517,176                               |
| Союзи не визнаються (45 країн)           | Марокко                          | —                          | 33,848,242                               |
| Союзи не визнаються (45 країн)           | Намібія                          | —                          | 2,113,077                                |
| Союзи не визнаються (45 країн)           | Нігерія                          | —                          | 185,989,640                              |
| Союзи не визнаються (45 країн)           | Південний Судан                  | —                          | 12,230,730                               |
| Союзи не визнаються (45 країн)           | Сенеґал                          | —                          | 15,411,614                               |
| Союзи не визнаються (45 країн)           | Сомалі                           | —                          | 14,317,996                               |
| Союзи не визнаються (45 країн)           | Сьєрра-Леоне                     | —                          | 7,075,641                                |
| Союзи не визнаються (45 країн)           | Танзанія                         | —                          | 55,572,201                               |
| Союзи не визнаються (45 країн)           | Тоґо                             | —                          | 7,965,055                                |
| Союзи не визнаються (45 країн)           | Туніс                            | —                          | 11,304,482                               |
| Союзи не визнаються (45 країн)           | Чад                              | —                          | 13,670,084                               |
| Разом                                    | —                                | —                          | 892,132,983 (73.2% населення Африки)     |
| Конституційна заборона на шлюб (8 країн) |                                  |                            |                                          |
| Гомосексуальність легальна               |                                  |                            |                                          |
| Буркіна-Фасо                             | —                                | 20,107,509                 |                                          |
| ДР Конґо                                 | —                                | 78,736,153                 |                                          |
| Руанда                                   | —                                | 11,262,564                 |                                          |
| Гомосексуальність нелегальна             |                                  |                            |                                          |
| Бурунді                                  | —                                | 10,524,117                 |                                          |
| Зімбабве                                 | —                                | 16,150,362                 |                                          |
| Кенія                                    | —                                | 49,125,325                 |                                          |
| Судан                                    | —                                | 39,578,828                 |                                          |
| Уґанда                                   | —                                | 41,487,965                 |                                          |
| Разом                                    | —                                | —                          | 266,972,823 (21.9% населення Африки)     |
| Усього                                   | —                                | —                          | 1,214,062,706 (99.6% населення Африки)   |

#### Частково визнанені й невизнані держави
| Статус                         | Країна                       | Від                          | Населення держави (За останнім переписом) |
| ------------------------------ | ---------------------------- | ---------------------------- | ----------------------------------------- |
| Союзи не визнаються (2 країни) | Гомосексуальність нелегальна | Гомосексуальність нелегальна | Гомосексуальність нелегальна              |
| Союзи не визнаються (2 країни) | Сахарська Республіка         | —                            | 100,000                                   |
| Союзи не визнаються (2 країни) | Сомаліленд                   | —                            | 3,508,180                                 |
| Усього                         | —                            | —                            | 3,608,180 (0.3% населення Африки)         |

#### На місцевому рівні
| Статус              | Країна                                              | Юрисдикція | Від       | Населення юрисдикції (За останнім переписом) |
| ------------------- | --------------------------------------------------- | ---------- | --------- | -------------------------------------------- |
| Шлюб (9 юрисдикцій) |                                                     |            |           |                                              |
| Велика Британія     | Британська територія в Індійському океані           | 2014       | 2,500     |                                              |
| Велика Британія     | Острови Святої Єлени, Вознесіння і Тристан-да-Кунья | 2017       | 5,633     |                                              |
| Іспанія             | Канари                                              | 2005       | 2,101,924 |                                              |
| Іспанія             | Мелілья                                             | 2005       | 78,476    |                                              |
| Іспанія             | Сеута                                               | 2005       | 82,376    |                                              |
| Портуґалія          | Мадейра                                             | 2010       | 289,000   |                                              |
| Франція             | Майотта                                             | 2013       | 256,518   |                                              |
| Франція             | Реюньйон                                            | 2013       | 865,826   |                                              |
| Франція             | Французькі Південні і Антарктичні Території         | 2013       | —         |                                              |
| Усього              | —                                                   | —          | —         | 3,682,253 (0.3% населення Африки)            |

### Європа

#### На національному рівні
| Статус                                    | Країна               | Від                                                       | Населення країни (за останнім переписом) |
| ----------------------------------------- | -------------------- | --------------------------------------------------------- | ---------------------------------------- |
| Шлюб (22 країни)                          | Австрія              | 2019                                                      | 8,504,850                                |
| Шлюб (22 країни)                          | Андорра              | 2023                                                      | 85,082                                   |
| Шлюб (22 країни)                          | Бельгія              | 2003                                                      | 11,198,638                               |
| Шлюб (22 країни)                          | Велика Британія      | 2014 (Англія, Вельс і Шотландія) 2020 (Північна Ірландія) | 63,182,178                               |
| Шлюб (22 країни)                          | Греція               | 2024                                                      | 10,816,286                               |
| Шлюб (22 країни)                          | Данія                | 2012                                                      | 5,655,750                                |
| Шлюб (22 країни)                          | Естонія              | 2024                                                      | 1,315,819                                |
| Шлюб (22 країни)                          | Ірландія             | 2015                                                      | 4,609,600                                |
| Шлюб (22 країни)                          | Ісландія             | 2010                                                      | 325,671                                  |
| Шлюб (22 країни)                          | Іспанія              | 2005                                                      | 46,704,314                               |
| Шлюб (22 країни)                          | Ліхтенштейн          | 2025                                                      | 37,132                                   |
| Шлюб (22 країни)                          | Люксембурґ           | 2015                                                      | 549,680                                  |
| Шлюб (22 країни)                          | Мальта               | 2017                                                      | 446,547                                  |
| Шлюб (22 країни)                          | Нідерланди           | 2001                                                      | 16,856,620                               |
| Шлюб (22 країни)                          | Німеччина            | 2017                                                      | 80,716,000                               |
| Шлюб (22 країни)                          | Норвегія             | 2009                                                      | 5,136,700                                |
| Шлюб (22 країни)                          | Португалія           | 2010                                                      | 10,427,301                               |
| Шлюб (22 країни)                          | Словенія             | 2022                                                      | 2,061,085                                |
| Шлюб (22 країни)                          | Фінляндія            | 2017                                                      | 5,470,820                                |
| Шлюб (22 країни)                          | Франція              | 2013                                                      | 66,030,000                               |
| Шлюб (22 країни)                          | Швейцарія            | 2022                                                      | 8,183,800                                |
| Швеція                                    | 2009                 | 10,161,797                                                |                                          |
| Разом                                     | —                    | —                                                         | 369,187,066 (42,6% населення Європи)     |
| Інший вид партнерства (9 країн)           | Італія               | 2016                                                      | 60,782,668                               |
| Інший вид партнерства (9 країн)           | Кіпр                 | 2015                                                      | 838,897                                  |
| Інший вид партнерства (9 країн)           | Латвія               | 2024                                                      | 1,990,300                                |
| Інший вид партнерства (9 країн)           | Монако               | 2020                                                      | 36,371                                   |
| Інший вид партнерства (9 країн)           | Сан-Марино           | 2019                                                      | 32,570                                   |
| Інший вид партнерства (9 країн)           | Угорщина             | 2009                                                      | 9,877,365                                |
| Інший вид партнерства (9 країн)           | Хорватія             | 2014                                                      | 4,284,889                                |
| Інший вид партнерства (9 країн)           | Чехія                | 2006                                                      | 10,513,209                               |
| Інший вид партнерства (9 країн)           | Чорногорія           | 2021                                                      | 610,773                                  |
| Разом                                     | —                    | —                                                         | 85,917,433 (10% населення Європи)        |
| Нереєстроване співжиття (2 країни)        | Польща               | 2012                                                      | 38,516,527                               |
| Нереєстроване співжиття (2 країни)        | Словаччина           | 2018                                                      | 5,415,949                                |
| Разом                                     | —                    | —                                                         | 43,932,476 (4.7% населення Європи)       |
| Усього                                    | —                    | —                                                         | 496,500,102 (66,43% населення Європи)    |
| Союзи не визнаються (9 країн)             | Азербайджан          | —                                                         | 9,494,600                                |
| Союзи не визнаються (9 країн)             | Албанія              | —                                                         | 3,020,209                                |
| Союзи не визнаються (9 країн)             | Боснія і Герцеговина | —                                                         | 3,871,643                                |
| Союзи не визнаються (9 країн)             | Ватикан              | —                                                         | 842                                      |
| Союзи не визнаються (9 країн)             | Казахстан            | —                                                         | 17,948,816                               |
| Союзи не визнаються (9 країн)             | Північна Македонія   | —                                                         | 2,058,539                                |
| Союзи не визнаються (9 країн)             | Росія                | —                                                         | 143,700,000                              |
| Союзи не визнаються (9 країн)             | Румунія              | —                                                         | 19,942,642                               |
| Союзи не визнаються (9 країн)             | Туреччина            | —                                                         | 76,667,864                               |
| Разом                                     | —                    | —                                                         | 276,741,526 (37.94% населення Європи)    |
| Конституційна заборона на шлюб (13 країн) | Білорусь             | 1994                                                      | 9,475,100                                |
| Конституційна заборона на шлюб (13 країн) | Болгарія             | 1991                                                      | 7,364,570                                |
| Конституційна заборона на шлюб (13 країн) | Вірменія             | 2015                                                      | 3,018,854                                |
| Конституційна заборона на шлюб (13 країн) | Грузія               | 2018                                                      | 4,935,880                                |
| Конституційна заборона на шлюб (13 країн) | Литва                | 1992                                                      | 2,944,459                                |
| Конституційна заборона на шлюб (13 країн) | Молдова              | 1994                                                      | 3,557,600                                |
| Конституційна заборона на шлюб (13 країн) | Польща               | 1997                                                      | 38,483,957                               |
| Конституційна заборона на шлюб (13 країн) | Сербія               | 2006                                                      | 7,209,764                                |
| Конституційна заборона на шлюб (13 країн) | Словаччина           | 2014                                                      | 5,415,949                                |
| Конституційна заборона на шлюб (13 країн) | Угорщина             | 2012                                                      | 9,877,365                                |
| Конституційна заборона на шлюб (13 країн) | Україна              | 1996                                                      | 44,291,413                               |
| Конституційна заборона на шлюб (13 країн) | Хорватія             | 2013                                                      | 4,284,889                                |
| Конституційна заборона на шлюб (13 країн) | Чорногорія           | 2007                                                      | 647,905                                  |
| Разом                                     | —                    | —                                                         | 143,498,005 (18.66% населення Європи)    |
| Усього                                    | —                    | —                                                         | 420,239,531 (48.2% населення Європи)     |

#### Частково визнані й невизнані держави
| Статус                         | Країна          | Від | Населення держави (за останніми оцінками) |
| ------------------------------ | --------------- | --- | ----------------------------------------- |
| Союзи не визнаються (5 держав) | Абхазія         | —   | 243,564                                   |
| Союзи не визнаються (5 держав) | Косово          | —   | 1,907,592                                 |
| Союзи не визнаються (5 держав) | Південна Осетія | —   | 51,547                                    |
| Союзи не визнаються (5 держав) | Північний Кіпр  | —   | 313,626                                   |
| Союзи не визнаються (5 держав) | Придністров'я   | —   | 475,665                                   |
| Усього                         | —               | —   | 3,142,926                                 |

#### На місцевому рівні
| Статус              | Країна          | Юрисдикція         | Від  | Населення юрисдикції (за останнім переписом) |
| ------------------- | --------------- | ------------------ | ---- | -------------------------------------------- |
| Шлюб (8 юрисдикцій) | Велика Британія | Акротирі і Декелія | 2014 | 15,700                                       |
| Шлюб (8 юрисдикцій) | Велика Британія | Ґернсі             | 2017 | 62,948                                       |
| Шлюб (8 юрисдикцій) | Велика Британія | Ґібралтар          | 2016 | 32,194                                       |
| Шлюб (8 юрисдикцій) | Велика Британія | Джерсі             | 2018 | 100,080                                      |
| Шлюб (8 юрисдикцій) | Велика Британія | Олдерні            | 2018 | 2,020                                        |
| Шлюб (8 юрисдикцій) | Велика Британія | Острів Мен         | 2016 | 84,497                                       |
| Шлюб (8 юрисдикцій) | Велика Британія | Сарк               | 2020 | 600                                          |
| Шлюб (8 юрисдикцій) | Данія           | Фарерські острови  | 2017 | 49,198                                       |
| Усього              | —               | —                  | —    | 343,237 (0.04% населення Європи)             |

### Океанія

#### На національному рівні
| Статус                                    | Країна                       | Від                        | Населення країни (за останнім переписом) |
| ----------------------------------------- | ---------------------------- | -------------------------- | ---------------------------------------- |
| Шлюб (2 країни)                           | Австралія                    | 2017                       | 24,754,000                               |
| Шлюб (2 країни)                           | Нова Зеландія                | 2013                       | 4,840,750                                |
| Усього                                    | —                            | —                          | 25,749,765 (77.5% населення Океанії)     |
| Союзи не визнаються (11 країн)            | Гомосексуальність легальна   | Гомосексуальність легальна | Гомосексуальність легальна               |
| Союзи не визнаються (11 країн)            | Вануату                      | —                          | 240,000                                  |
| Союзи не визнаються (11 країн)            | Маршалові Острови            | —                          | 73,630                                   |
| Союзи не визнаються (11 країн)            | Науру                        | —                          | 12,329                                   |
| Союзи не визнаються (11 країн)            | Федеративні Штати Мікронезії | —                          | 135,869                                  |
| Союзи не визнаються (11 країн)            | Фіджі                        | —                          | 856,346                                  |
| Союзи не визнаються (11 країн)            | Гомосексуальність нелегальна |                            |                                          |
| Союзи не визнаються (11 країн)            | Кірибаті                     | —                          | 96,335                                   |
| Союзи не визнаються (11 країн)            | Папуа Нова Ґвінея            | —                          | 5,172,033                                |
| Союзи не визнаються (11 країн)            | Самоа                        | —                          | 179,000                                  |
| Союзи не визнаються (11 країн)            | Соломонові Острови           | —                          | 494,786                                  |
| Союзи не визнаються (11 країн)            | Тонґа                        | —                          | 106,137                                  |
| Союзи не визнаються (11 країн)            | Тувалу                       | —                          | 11,146                                   |
| Разом                                     | —                            | —                          | 7,377,611 (22.4% населення Океанії)      |
| Конституційна заборона на шлюб (1 країна) | Палау                        | 2008                       | 19,409                                   |
| Разом                                     | —                            | —                          | 19,409 (0.1% населення Океанії)          |
| Усього                                    | —                            | —                          | 7,397,020 (22.5% населення Океанії)      |

#### На місцевому рівні
| Статус                                                 | Країна                      | Юрисдикція         | Від       | Населення юрисдикції (За останнім переписом) |
| ------------------------------------------------------ | --------------------------- | ------------------ | --------- | -------------------------------------------- |
| Шлюб (9 юрисдикцій)                                    |                             |                    |           |                                              |
| Австралія                                              | Острів Норфолк              | 2017               | 1,748     |                                              |
| Велика Британія                                        | Піткерн                     | 2015               | 45        |                                              |
| Сполучені Штати                                        | Гаваї                       | 2013               | 1,360,301 |                                              |
| Сполучені Штати                                        | Ґуам                        | 2015               | 159,358   |                                              |
| Сполучені Штати                                        | Північні Маріанські Острови | 2015               | 53,833    |                                              |
| Франція                                                | Волліс і Футуна             | 2013               | 11,558    |                                              |
| Франція                                                | Нова Каледонія              | 2013               | 268,767   |                                              |
| Франція                                                | Французька Полінезія        | 2013               | 275,918   |                                              |
| Чилі                                                   | Острів Пасхи                | 2022               | 7,750     |                                              |
| Обмежене визнання на федеральному рівні (1 юрисдикція) | Сполучені Штати             | Американське Самоа | —         | 55,519                                       |
| Союзи не визнаються (3 юрисдикції)                     | Нова Зеландія               |                    |           |                                              |
| Союзи не визнаються (3 юрисдикції)                     | Нова Зеландія               | Острови Кука       | —         | 17,459                                       |
| Союзи не визнаються (3 юрисдикції)                     | Нова Зеландія               | Ніуе               | —         | 1,624                                        |
| Союзи не визнаються (3 юрисдикції)                     | Нова Зеландія               | Токелау            | —         | 1,499                                        |

Примітки:
1. ↑  крім Анґільї, Бермудських Островів, Британських Вірґінських островів, Кайманових островів, Монтсеррату й Терксу й Кайкосу.
2. ↑  Крім Сінт-Мартена.
3. ↑  Без Північного Кіпру.
4. ↑  Нереєстроване співжиття élettársi kapcsolat і реєстроване партнерство bejegyzett élettársi kapcsolat з 2009.
5. ↑  Нереєстроване співжиття між 2003 і2014. Пожиттєве партнерство životno partnerstvo з 2014.
6. ↑  Нереєстроване співжиття з 2001 і реєстроване партнерство registrované partnerství з 2006.
7. ↑  крім Ніуе, Токелау й Островів Кука.